# Chi Kịch
Gallinula là một chi chim trong họ Rallidae.

## Hình ảnh

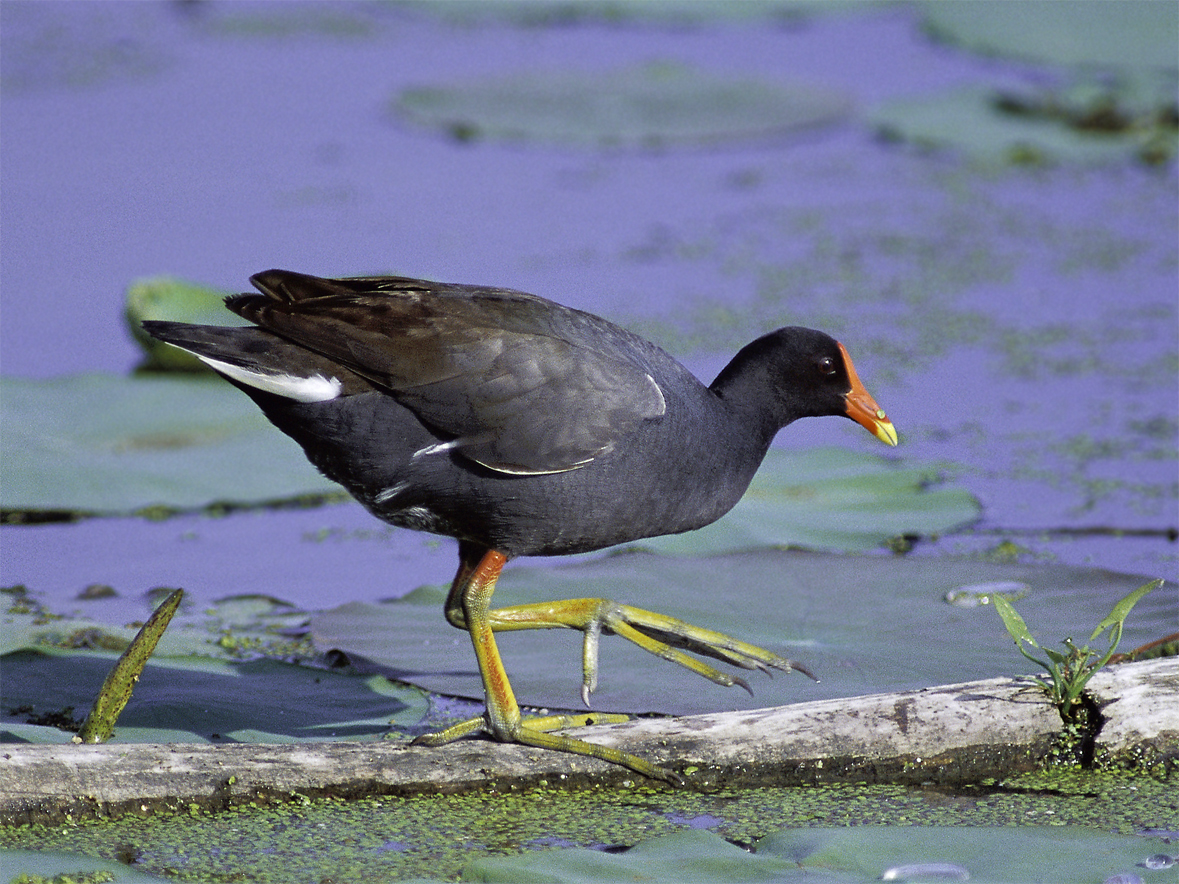
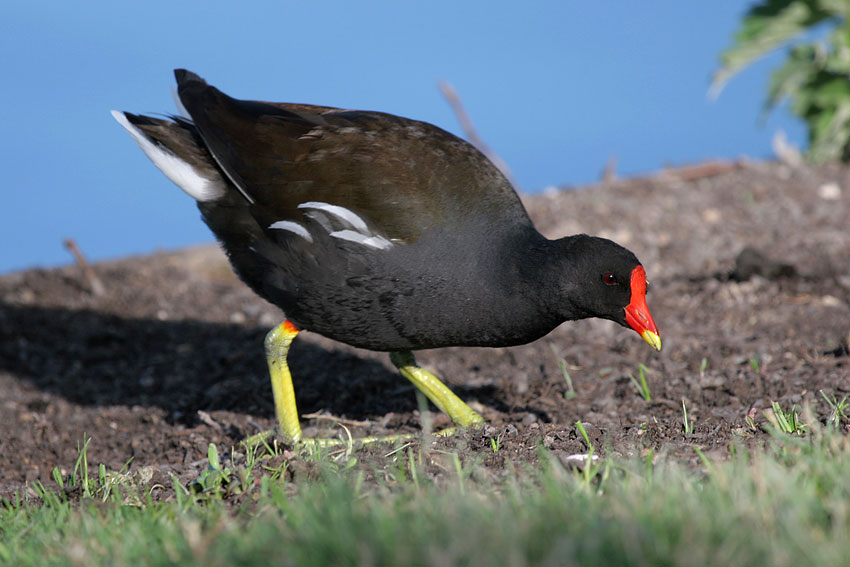
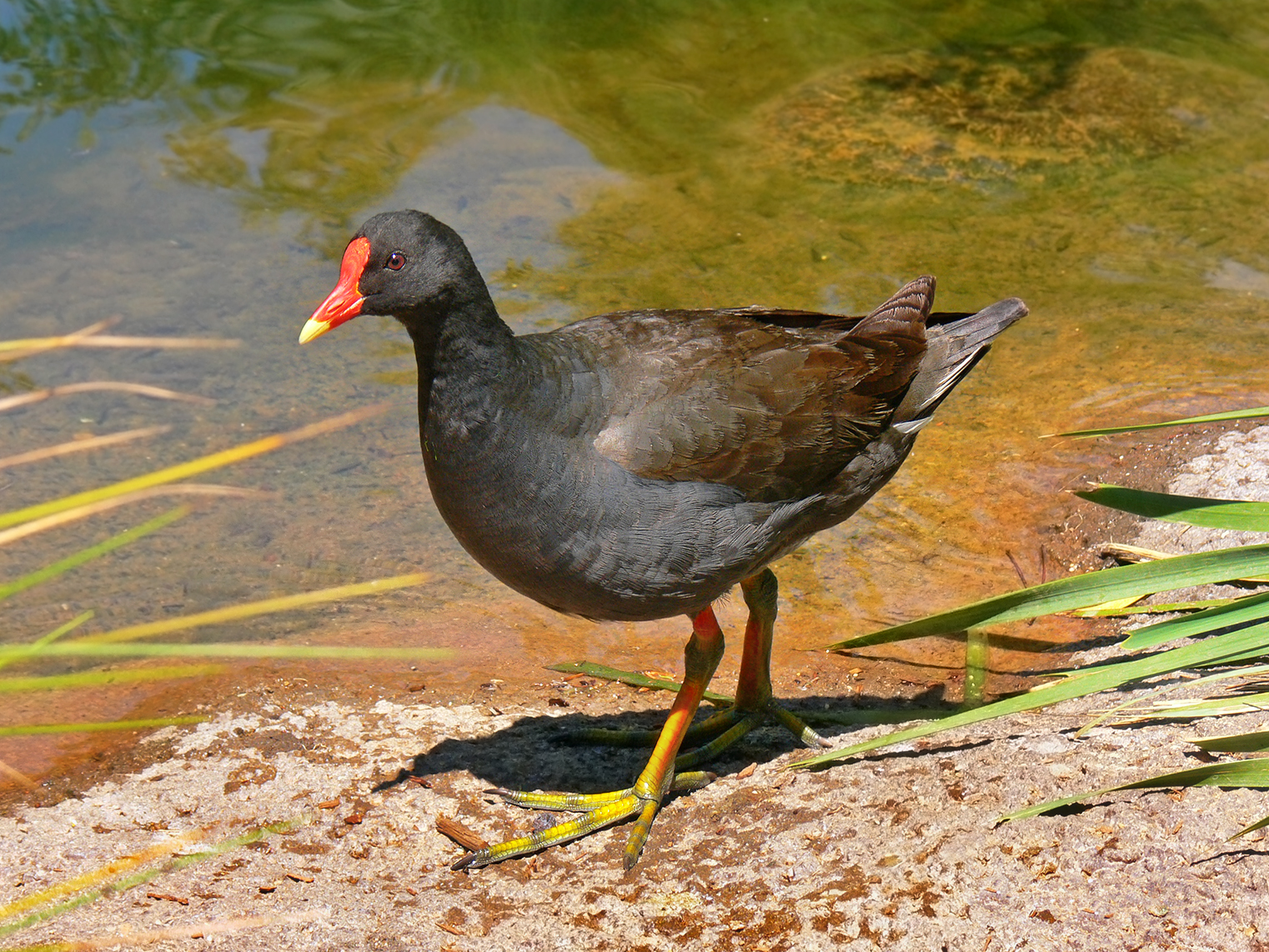
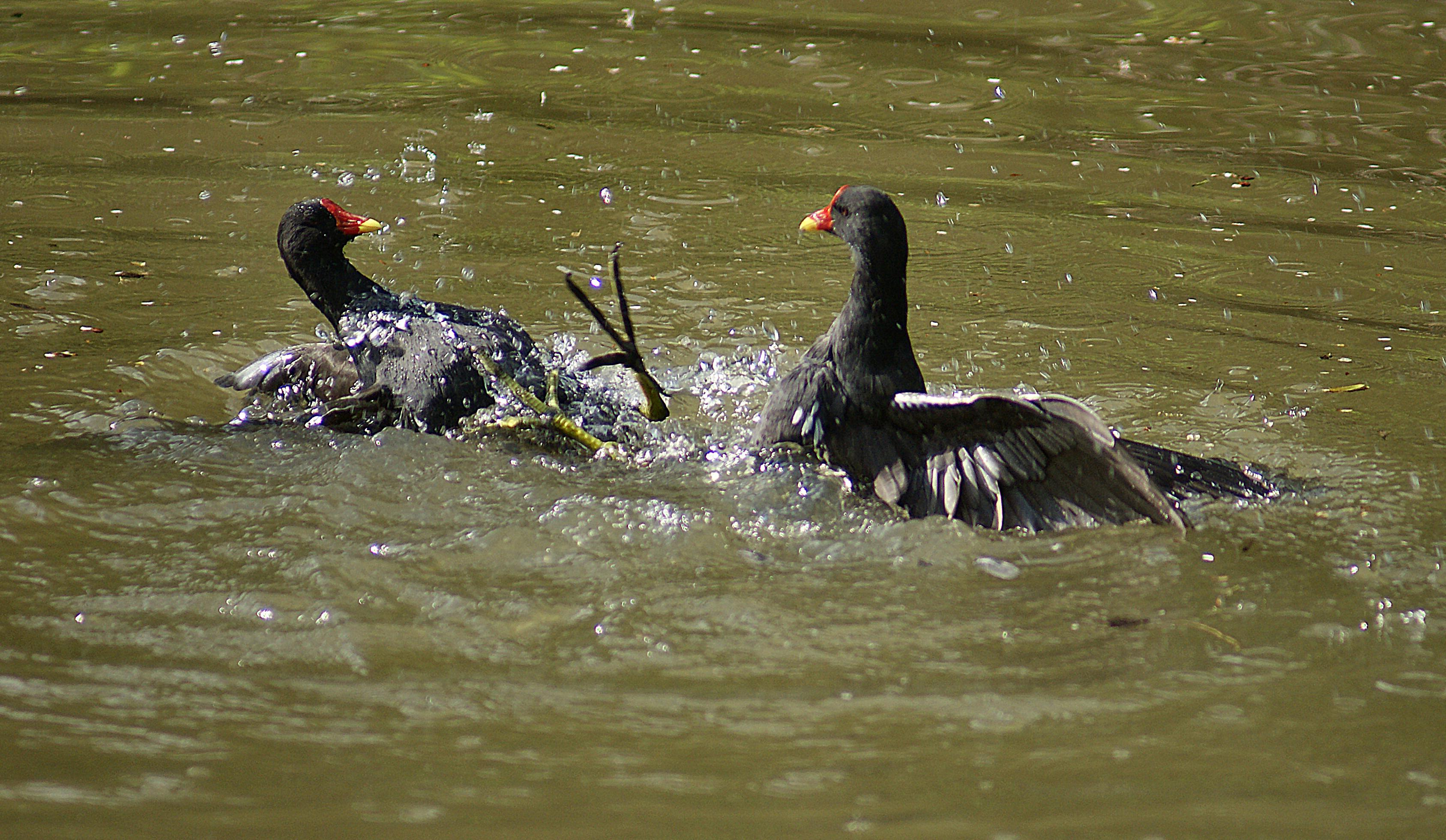
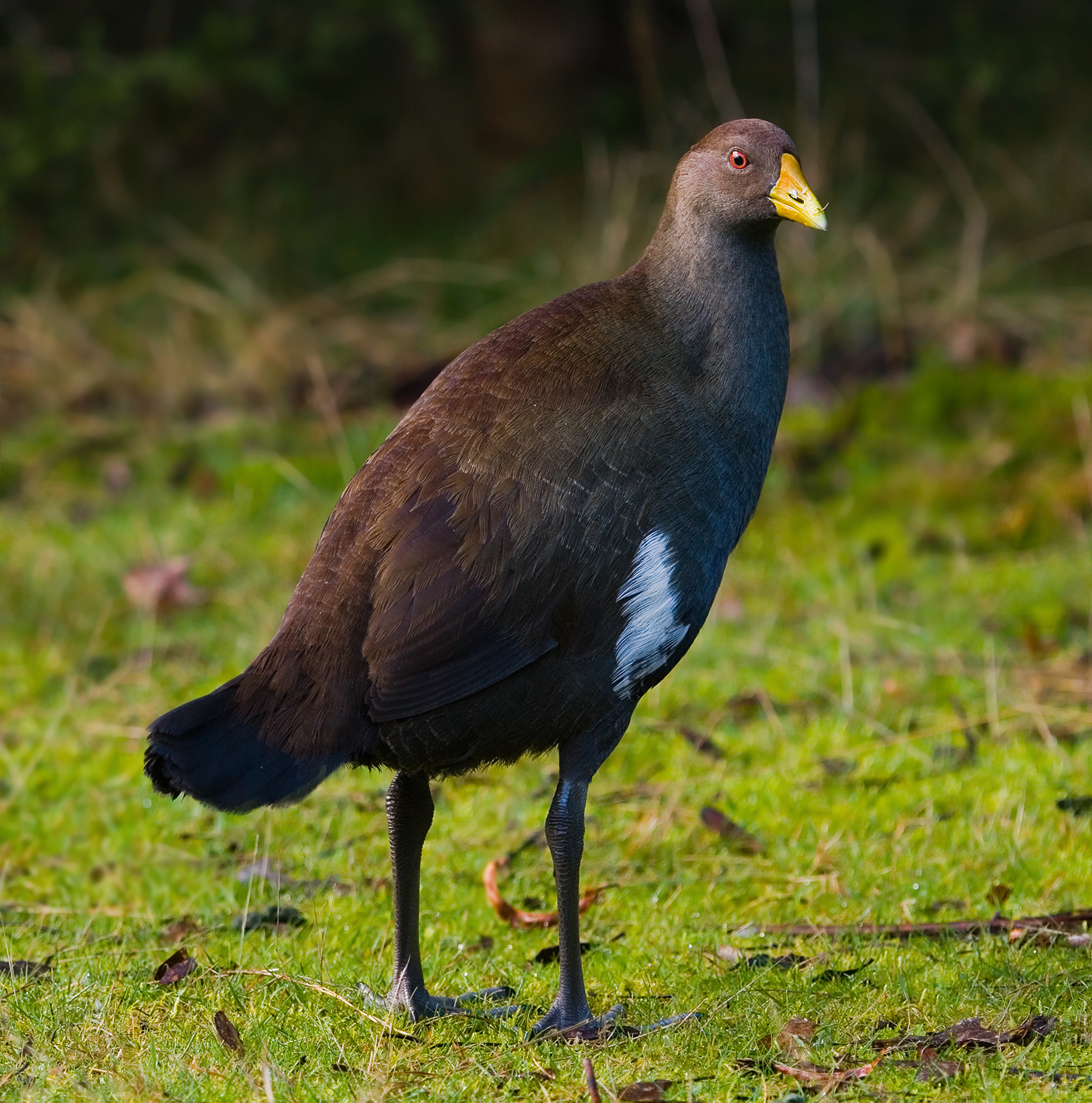
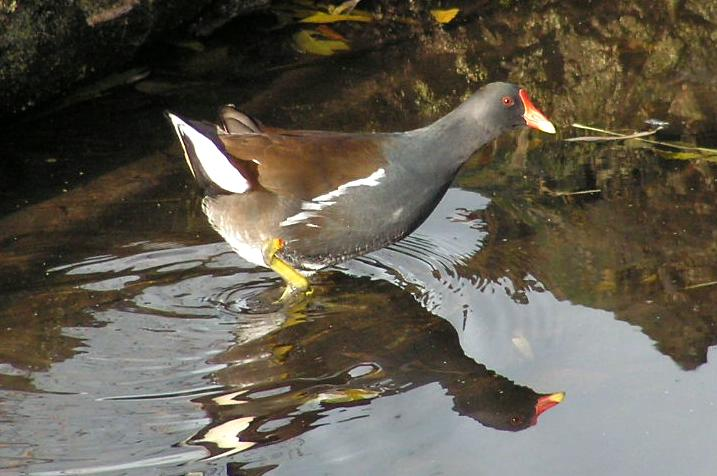